# 一人之境
一人之境是香港歌手林家謙於2020年5月8日數位發行的單曲，推出時間是香港受COVID-19疫情影響，正在實行「保持社交距離」政策的期間。

## 製作
一人之境是林家謙一手包辦曲詞編監唱的單曲，他在這首歌裡以自己性格的內向為出發點，以及在疫情期間所思考的如何自處，未多加琢磨的歌詞描述在認識新朋友的場合散場後所感覺到的寂寞，安靜下來傾聽內心的聲音，能與自己獨處對話，無論任何場合「一個人原來都可以盡興」的心境。歌曲的主旋律為C大調，聽來似乎感覺憂傷的122BPM。
MV選擇到台灣的基隆與臺北街頭拍攝，全片色調用黑白色呈現，取景地點由寶藏巖到民生社區街頭再到基隆的漁港，享受獨處的一人之境。
2024年底發行的首張國語專輯隱形色，收錄了這首歌的國語版，由吳青峰「魔改」重新填詞為無人之鏡，將原詞傳達的自我自在轉換為保護自己的一面鏡。

## 商業表現
這首曲的約於2015年時完成，至2020年才正式商業推出，林家謙笑稱是出庫存貨。曾同時登上檔5台榜單，得到903專業推介2022年第24周冠軍，第四十三屆十大中文金曲獲得十大中文金曲獎，多家電台年度推薦，Chill Club 推介榜年度推介20/21年度十大歌曲及年度之歌。

## 外部參考
- . 浦·臺島. 2021-04-20  [2025-03-08]. （原始内容存档于2024-09-16）.